# イリス (小惑星)
イリス (7 Iris) は、火星と木星の間の小惑星帯にある大型の小惑星である。

## 特徴
イリスは、1847年8月13日にイギリスの天文学者ジョン・ハインドによって発見された。これ以前にも6個の小惑星（ケレスは2006年以降準惑星）が発見されており、イリスは同年7月1日のヘーベに続く、7例目の小惑星の発見となった。ギリシア神話に登場する虹の女神イリスにちなんで名づけられた。
軌道要素はベスタ族に似ているが、スペクトルが異なる。ケイ酸マグネシウムやケイ酸鉄を含んだニッケルや鉄によって構成されており、光をよく反射する明るい表面をしている。
2007年3月に関東地方で掩蔽が観測された。